# Univerzitet Đinghua
Univerzitet Đinghua (engl. Tsinghua University, skraćeno THU; kineski: 清华大学; takođe romanizovano kao Qinghua) jedan je od glavnih istraživačkih univerziteta u Pekingu, i član je C9 lige kineskih univerziteta. Od njegovog osnivanja 1911. godine, na ovom univerzitetu je diplomirao znatan broj kineskih lidera u oblastima politike, biznisa, umetnosti i kulture.
Odražavajući svoj moto samodiscipline i društvene posvećenosti, univerzitet Đinghua je posvećen akademskoj izvrsnosti, unapređenju blagostanja kineskog društva i globalnom razvoju. Đinghua je institucija klase A u univerzitetskom planu dvostruke prve klase.

## Istorija

### Rani 20. vek (1911–1949)
Univerzitet Đing hue osnovan je u Pekingu, tokom burnog perioda nacionalnih previranja i sukoba sa stranim silama, koji su kulminirali u Bokserskoj pobuni, antiimperijalističkom ustanku protiv stranog uticaja u Kini. Nakon suzbijanja pobune od strane stranog saveza, uključujući Sjedinjene Države, vladajuća dinastija Đing bila je u obavezi da isplati odštetu članovima saveza. Američki državni sekretar Džon Haj je sugerisao da je odšteta u iznosu od 30 miliona američkih dolara dodeljena Sjedinjenim Državama prevelika. Nakon dužeg pregovora sa Đing ambasadorom Lijang Čengom, američki predsednik Teodor Ruzvelt je dobio odobrenje Kongresa Sjedinjenih Država 1909. godine da umanji isplatu odštete za 10,8 miliona USD, pod uslovom da sredstva budu upotrebljena kao stipendije za kineske studente za studiranje u Sjedinjenim Državama.
Koristeći ovaj fond, Đinghua koledž osnovan je u Pekingu, 29. aprila 1911. godine na mestu bivše kraljevske bašte da služi kao pripremna škola za studente koje je vlada planirala da pošalje u Sjedinjene Države. Osoblje fakulteta za nauku je bilo regrutovano pomoću YMCA iz Sjedinjenih Država, a njegovi diplomirani studenti su prebacivani direktno u američke škole nakon mature. Moto Ćinghua univerziteta, samodisciplina i društvena posvećenost, izveden je iz govora prominentnog naučnika i profesora Lijang Ćičao iz 1914. godine, u kojem je citirao Ji đing kako bi opisao pojam idealnog gospodina.
Godine 1925, škola je osnovala vlastiti četvorogodišnji dodiplomski program i pokrenula istraživački institut za kineske studije. Đinghua je 1928. godine promenio ime u Nacionalni univerzitet Đing Hua (NTHU).
Tokom Drugog kinesko-japanskog rata, mnogi kineski univerziteti bili su prinuđeni da evakuišu svoje kampuse da bi izbegli japansku invaziju. Godine 1937. Univerzitet Đinghua, zajedno sa susednim Pekinškim univerzitetom i Univerzitetom Nankaj, spojili su se u Čangša privremeni univerzitet u Čangši, koji je kasnije postao Nacionalni jugozapadni pridruženi univerzitet u Kuenmingu, provincija Junan. Predajom okupacionih japanskih snaga na kraju Drugog svetskog rata, univerzitet Đinghua nastavio je sa operacijama u Pekingu.

## Literatura
- 方惠坚，张思敬 (2001).  清华大学志（下册）[M] (на језику: кинески). Beijing: Tsinghua University Press. стр. 698—701. ISBN 978-7-302-04319-5.
- 霞飞 (22. 11. 2012). 红卫兵"五大领袖"浮沉录之二：蒯大富. 党史博采(纪实. ISSN 1006-8031. Архивирано из оригинала 18. 9. 2016. г.
- 纪希晨 (2001). 史无前例的年代: 一位人民日报老记者的笔记 (на језику: кинески). Beijing: 人民日报出版社. стр. 66. ISBN 978-7-80153-370-8. Приступљено 22. 11. 2016.
- 方惠坚，张思敬 (2001).  清华大学志（下册）（M） (на језику: кинески). Beijing: Tsinghua University Press. стр. 781—785. ISBN 978-7-302-04319-5.

## Spoljašnje veze
- Zvanični veb-sajt